# Numération d'Ostrowski
En mathématiques, la numération d'Ostrowski, qui porte le nom d'Alexander Ostrowski, est un système de numération basé sur le développement en fraction continue ; c'est un système de numération positionnel non standard pour les entiers et pour les nombres réels.

## Notations
Soit {\displaystyle \alpha } un nombre irrationnel positif avec développement en fraction continue 
{\displaystyle \alpha =a_{0}+{\cfrac {1}{a_{1}+{\cfrac {1}{a_{2}+{\cfrac {1}{a_{3}+\cdots }}}}}}}
Soit {\displaystyle (q_{n})} la suite des dénominateurs des convergents {\displaystyle p_{n}/q_{n}} vers {\displaystyle \alpha }, donnée par
{\displaystyle q_{n}=a_{n}q_{n-1}+q_{n-2}}.
On pose {\displaystyle \alpha _{n}=T^{n}(\alpha )}, où {\displaystyle T} est l'opérateur de Gauss-Kuzmin-Wirsing donné par {\displaystyle T(x)=\{1/x\}}, et {\displaystyle \beta _{n}=(-1)^{n+1}\alpha _{0}\alpha _{1}\cdots \alpha _{n}} ; on a alors
{\displaystyle \beta _{n}=a_{n}\beta _{n-1}+\beta _{n-2}}.

## Représentation des nombres réels
Tout nombre réel positif {\displaystyle x} peut être écrit sous la forme 
{\displaystyle x=\sum _{n=1}^{\infty }b_{n}\beta _{n}\ }
où les coefficients {\displaystyle b_{n}} vérifient l'inégalité {\displaystyle b_{n}\leq a_{n}} et, s'il y a égalité {\displaystyle b_{n}=a_{n}}, alors {\displaystyle b_{n-1}=0}.

## Représentation des entiers naturels
Tout entier positif {\displaystyle N} peut être écrit de façon unique sous la forme
{\displaystyle N=\sum _{n=1}^{k}b_{n}q_{n}\ }
où les coefficients vérifient l'inégalité {\displaystyle 0\leq b_{n}\leq a_{n}} et si {\displaystyle b_{n}=a_{n}} alors {\displaystyle b_{n-1}=0}.
Si {\displaystyle \alpha =\varphi } est le nombre d'or, alors les quotients partiels {\displaystyle a_{n}} sont tous égaux à 1, les dénominateurs {\displaystyle q_{n}} denominators qn sont les  nombres de Fibonacci et on retrouve le théorème de Zeckendorf sur le codage de Fibonacci des entiers positifs comme somme de nombre de Fibonacci distincts non consécutifs.

## Article lié
- Suite complète (en)